# 埃蒂安·马塞尔路

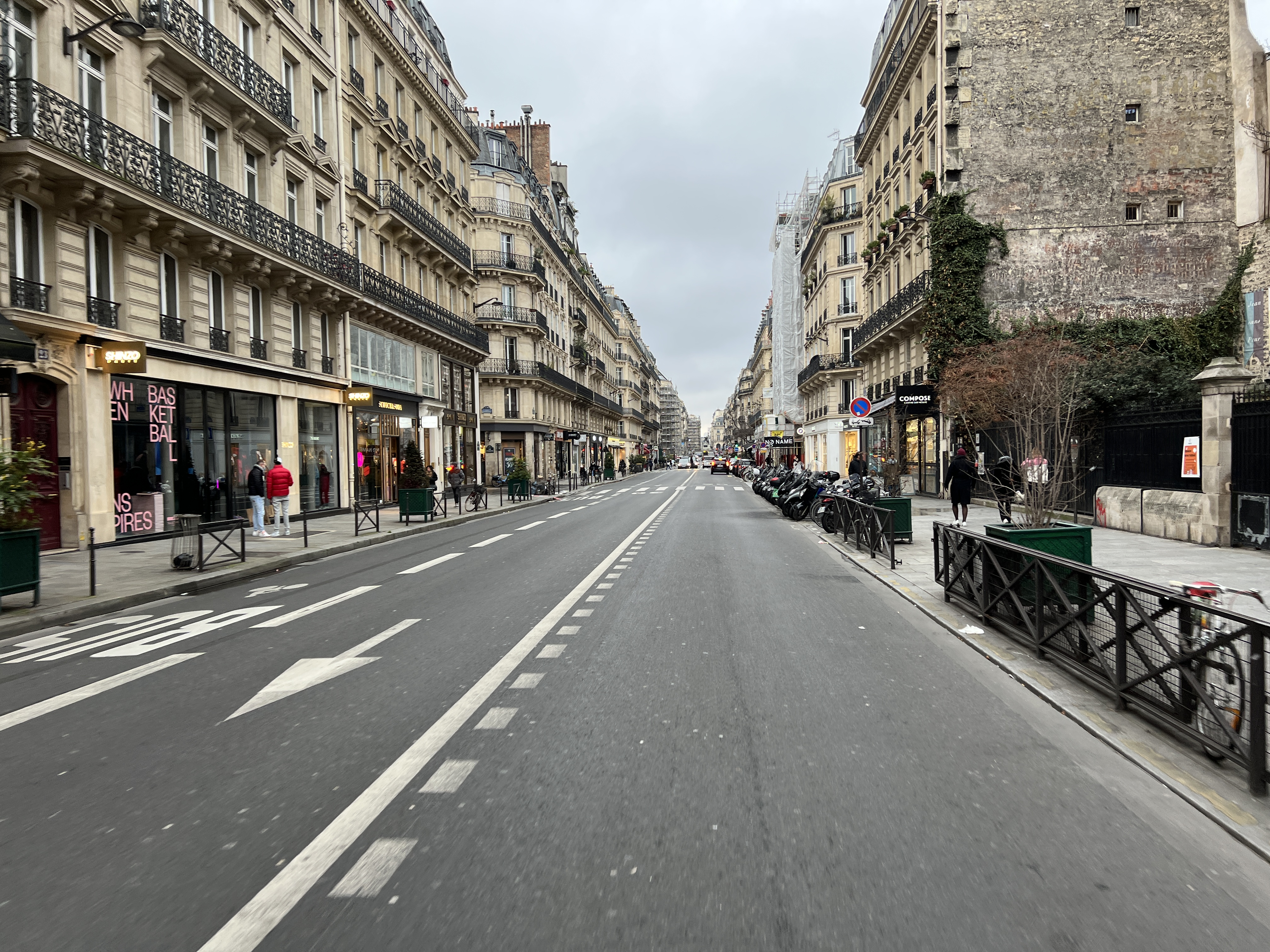
埃蒂安·馬塞爾路（2022年1月）

埃蒂安·马塞尔路（Rue Étienne-Marcel）是巴黎第一区和巴黎第二区的一条街道。长702米，宽20米。始于塞瓦斯托波尔大道，止于胜利广场。

## 命名
这条街以14世纪巴黎商务官（prévôt des marchands）埃蒂安·马塞尔（Étienne Marcel）命名。

## 建筑
- 20号
- 36号

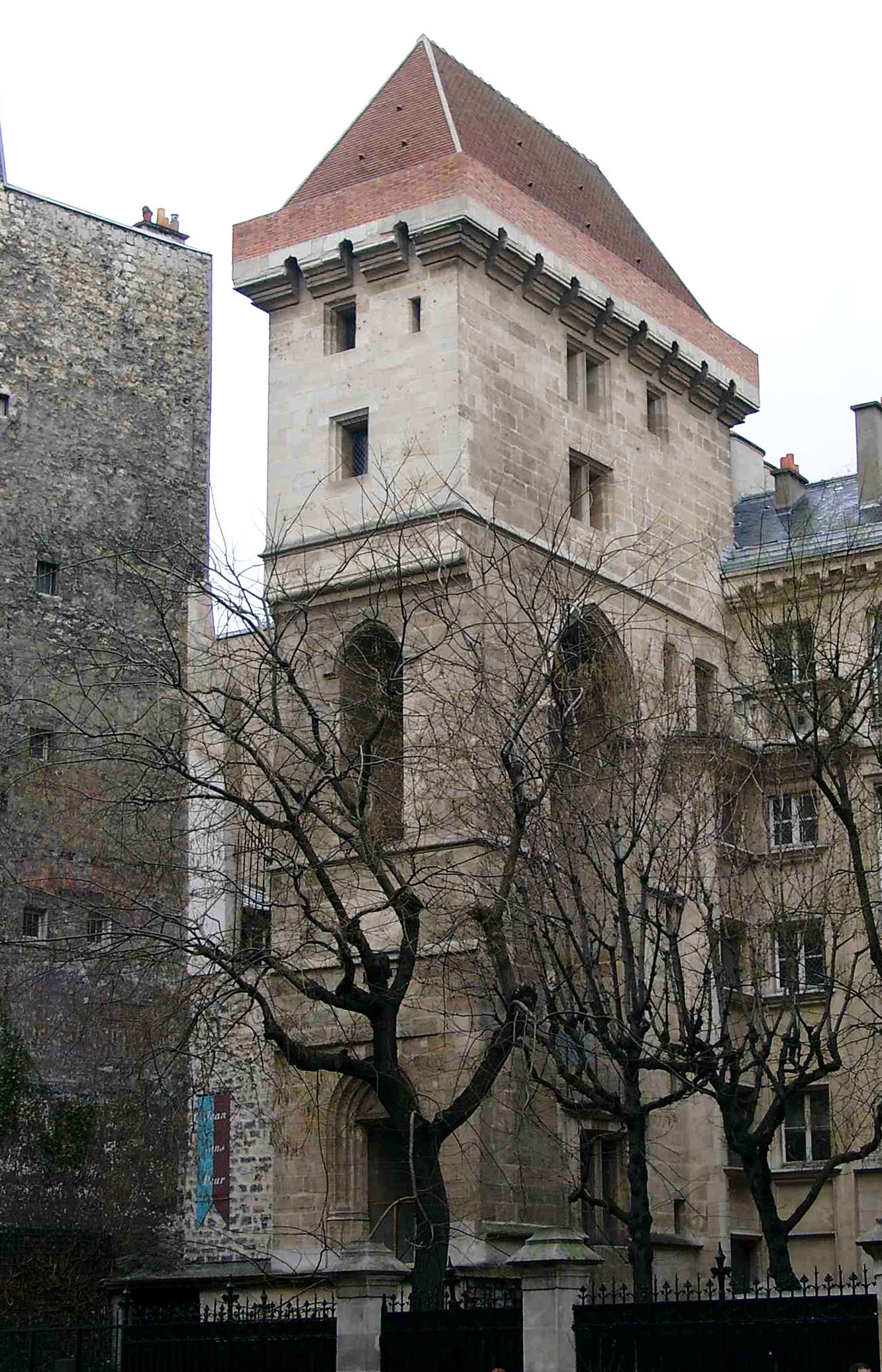
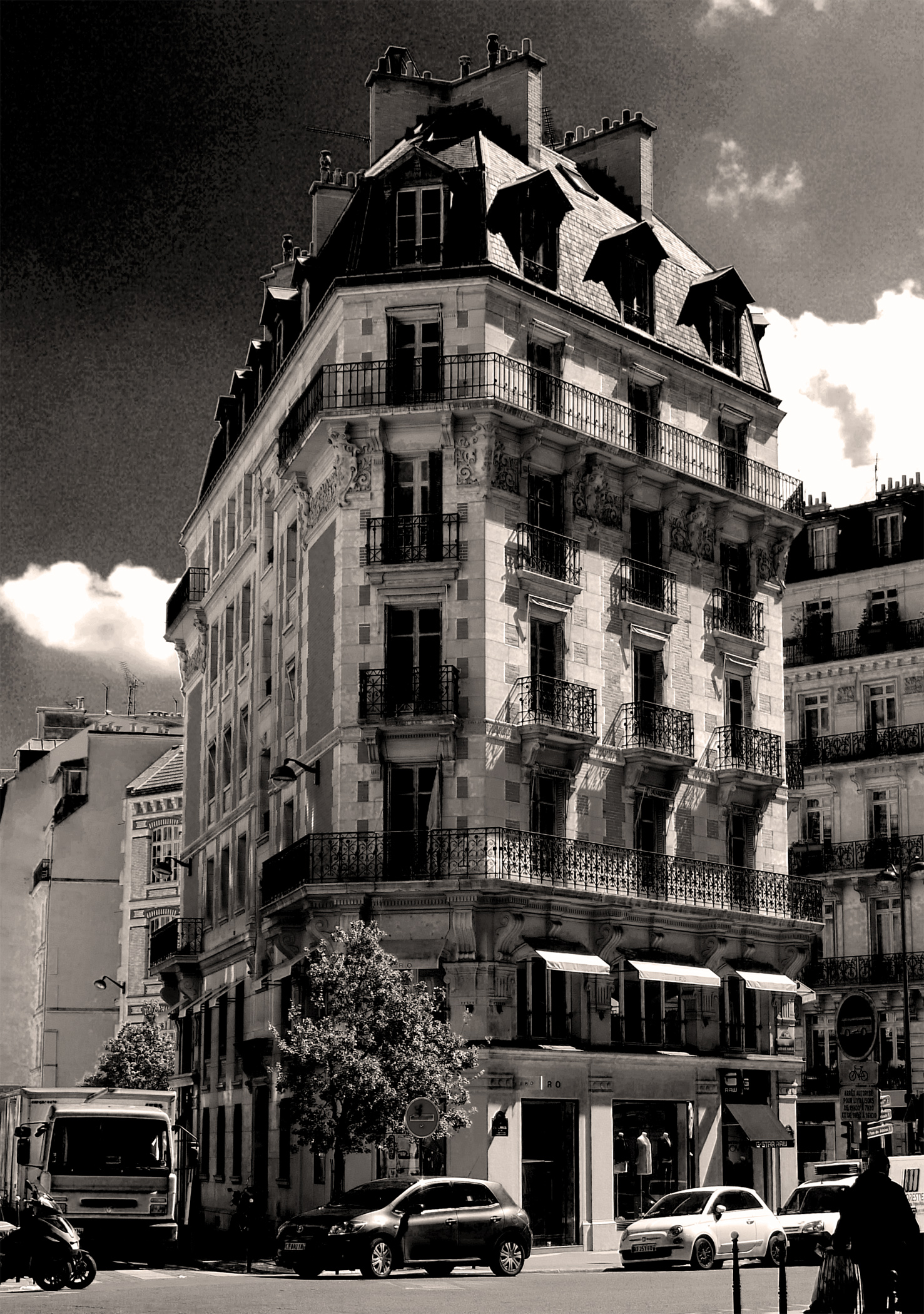
46号
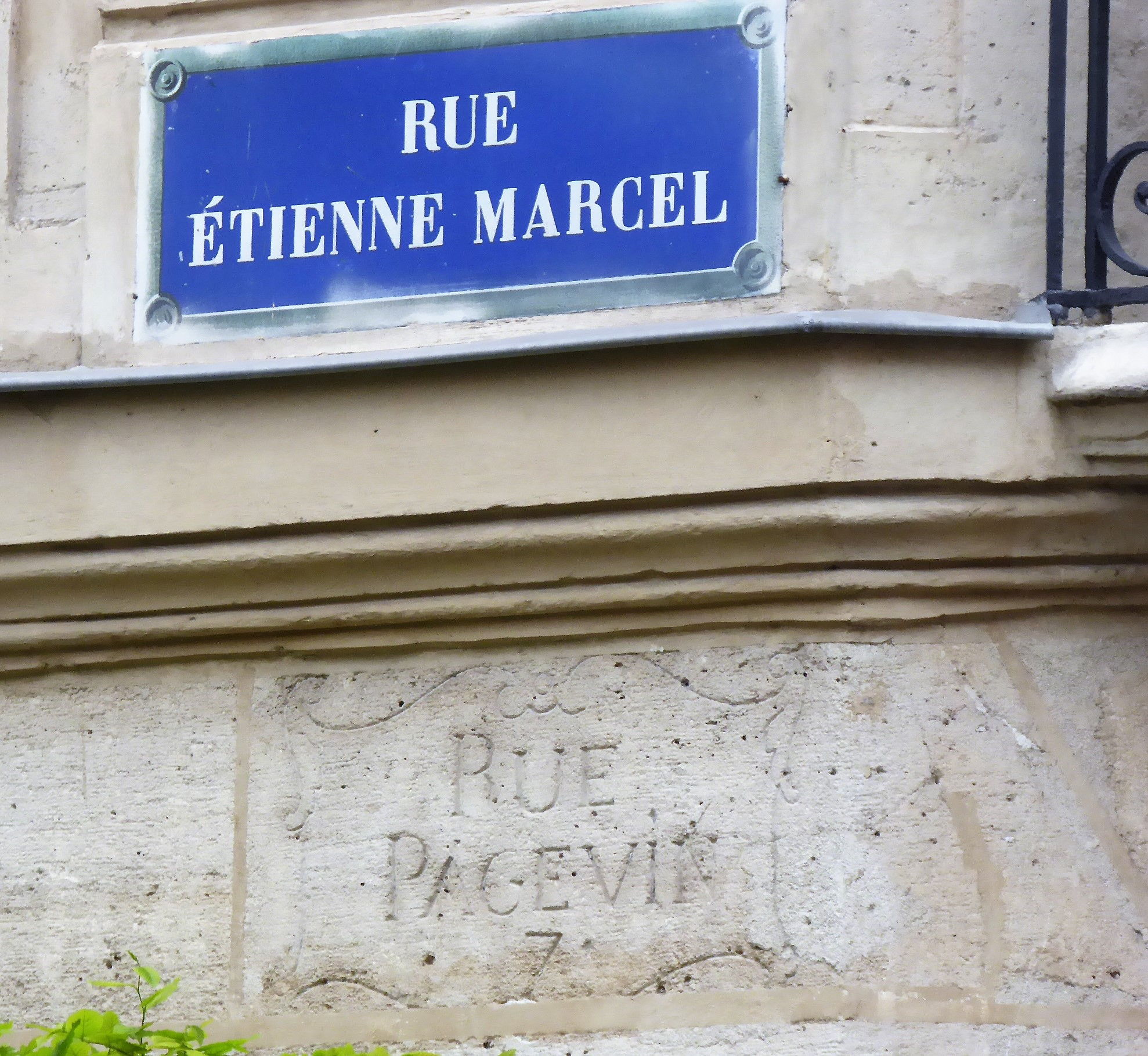
47号

- 46号
- 47号